# Gabel (azienda)
Il Gruppo Gabel è un'industria tessile italiana, fondata da Sergio e Giuseppe Moltrasio nel 1957, e specializzata nella produzione di biancheria per la casa. È operativa con i marchi Gabel1957, Somma1867, VallesusaCASA e Pretti.

## Storia
Il Gruppo Gabel viene fondato da Giuseppe e Sergio Moltrasio nel 1957 a Rovellasca.
Dopo avere inaugurato nel 1969 lo stabilimento di Rivanazzano (Pavia), Gabel affida a Pierluigi Cerri l'ideazione del proprio logo, mentre per la sede, a metà degli anni settanta, si affida allo studio Gregotti Associati. Seguono anni di acquisizioni: nel 1973 la Tessitura Briantea di Nova Milanese (Monza), nel 1975 viene inaugurato il nuovo stabilimento di Rovellasca, lo stesso anno è acquisito il marchio del Cotonificio Vallesusa e viene creato il brand Vallesusa Casa; nel 1979 è inaugurato lo stabilimento di Buglio in Monte (Sondrio); nel 1983 è rilevato il Cotonificio Triestino con la costituzione di Texgiulia, nello stesso anno è acquisita la centrale idroelettrica sull'Isonzo.
Nel 1996 il Gruppo annuncia l’acquisizione del Lanificio Somma, fondato a Milano nel 1867 da Ermanno Monsterts, dando vita al brand Somma1867.
Nel 2007 il gruppo acquisisce il marchio Pretti, marchi leader nella produzione di spugna ed accappatoi d'alta gamma.
Attualmente rappresenta l'unico gruppo Tessile per la casa che ancora controlla tutta la filiera produttiva in Italia, dalla tessitura alla stamperia e tintoria passando anche per la nobilitazione del prodotto. 